# Lobeza irrorata
Lobeza irrorata är en fjärilsart som beskrevs av William Schaus 1911. Lobeza irrorata ingår i släktet Lobeza och familjen tandspinnare. Inga underarter finns listade i Catalogue of Life.